# ベルキッダ
ベルキッダ（イタリア語: Berchidda、サルデーニャ語: Belchidda、ガッルーラ語: Bilchidda）は、イタリア共和国サルデーニャ自治州サッサリ県にある、人口約2,700人の基礎自治体（コムーネ）。

## 地理

### 位置・広がり

#### 隣接コムーネ
隣接するコムーネは以下の通り。
- アラ・デイ・サルディ
- カランジャーヌス
- モンティ
- オスキリ
- テンピオ・パウザーニア